# Calumet City
Calumet City – miasto w Stanach Zjednoczonych, w stanie Illinois, w hrabstwie Cook.